# Ponthévrard
Ponthévrard este o comună franceză situată în departamentul Yvelines, în regiunea Île-de-France.

## Geografie
Sat periurban situat între pădurea Yvelines și regiunea Beauce, Ponthévrard se află la sud-vest de Saint-Arnoult-en-Yvelines, la aproximativ 50 de kilometri sud-vest de Paris, la 12 km sud de Rambouillet, la 33 km nord-est de Chartres și la 72 km nord de Orléans.
La sud de Ponthévrard, autostrada A11 se separă de autostrada A10. Comuna este, de asemenea, traversată în partea de sud de linia de mare viteză LGV Atlantique.

### Comune vecine
Comunele limitrofe sunt Saint-Arnoult-en-Yvelines la nord-est, Sainte-Mesme la sud-est, Saint-Martin-de-Bréthencourt la sud și Sonchamp la vest.

### Hidrografie
Pârâul La Gironde, afluent al râului Orge, își are izvorul aici.
Orge este un afluent de pe malul stâng al râului Sena.

### Climă
În 2010, clima comunei era de tip oceanic al câmpiilor din Centru și de Nord, conform unui studiu a CNRS care se baza pe o serie de date care acoperă perioada 1971-2000. În 2020, Météo-France a publicat o tipologie a climei din Franța metropolitană în care comuna este expusă la un climat oceanic și se încadrează în regiunea climatică sud-vestică a bazinului parizian, caracterizată prin precipitații scăzute, în special în primăvară (120 până la 150 mm) și o iarnă rece (3,5 °C).
Pentru perioada 1971-2000, temperatura medie anuală este de 10,5 °C, cu o amplitudine termică anuală de 15 °C. Cantitatea medie anuală de precipitații este de 650 mm, cu 10,9 zile de precipitații în ianuarie și 7,8 zile în iulie. Pentru perioada 1991-2020, temperatura medie anuală observată la stația meteorologică cea mai apropiată, situată în comuna Dourdan la 8 km distanță în linie dreaptă, este de 11,6 °C, iar cantitatea medie anuală de precipitații este de 686,3 mm.
Pentru viitor, parametrii climatici estimati pentru comună, pentru anul 2050, conform diferitelor scenarii de emisii de gaze cu efect de seră, pot fi consultati pe un site dedicat publicat de Météo-France în noiembrie 2022.

## Urbanism

### Tipologie
La 1 ianuarie 2024, Ponthévrard este clasificată drept un mic oraș, conform noii grile comunale de densitate cu șapte niveluri, definită de INSEE (Institutul Național de Statistică și Studii Economice) în 2022. Localitatea este situată în afara unei unități urbane. În plus, comuna face parte din aria metropolitană a Parisului, fiind una dintre comunele de la periferie, această zonă reunind 1.929 de comune.

## Toponimie
Numele localității este atestat sub forma Pons Ebrardi în anul 1162.
Este vorba despre un pod determinat de numele de persoană germanică Eberhard > Evrard.

## Istorie
Vila galo-romană cu grădină mare, ale cărei vestigii sunt cunoscute și descrise încă din 1849, situată în locul numit les Châtelliers.
Comuna a fost deservită de linia de cale ferată Paris-Chartres prin Gallardon, care o conecta cu Chartres încă din 1917, însă această linie a rămas neterminată spre Paris și a fost în cele din urmă declasificată în 1953.

## Populația și societatea

### Date demografice
Evoluția numărului de locuitori este cunoscută prin recensămintele populației efectuate în comună începând din 1793. Pentru comunele cu mai puțin de 10 000 de locuitori, un recensământ al întregii populații este realizat la fiecare cinci ani, populațiile legale pentru anii intermediari fiind estimate prin interpolare sau extrapolare.
În 2022, comuna număra 700 locuitori, în creștere cu +12,54 % față de 2016 (Yvelines: +2,72 %, Franța fără Mayotte: +2,11 %).
| An        | 1793 | 1821 | 1841 | 1856 | 1876 | 1886 | 1901 | 1921 | 1936 | 1962 | 1982 | 2006 | 2014 | 2022 |
| --------- | ---- | ---- | ---- | ---- | ---- | ---- | ---- | ---- | ---- | ---- | ---- | ---- | ---- | ---- |
| Populație | 188  | 181  | 203  | 203  | 180  | 209  | 181  | 160  | 144  | 95   | 360  | 542  | 620  | 700  |

## Cultură locală și patrimoniu

### Locuri și monumente
- Biserica Notre-Dame, numită și Saint-Germain-de-Paris, o biserică în stil gotic, datând din secolul al XI-lea;
- Oratoriul Fecioarei Milostive (Oratoire de la Bonne Vierge). Acest oratoriu, care adăpostește o statuie a Fecioarei cu Pruncul, este locul unui pelerinaj anual;
- Mai multe bazine publice construite în secolul al XIX-lea.